# Fist (englische Band)
Fist ist eine englische Hard-Rock- und New-Wave-of-British-Heavy-Metal-Band aus Newcastle upon Tyne, die 1978 unter dem Namen Axe gegründet wurde, sich 1985 auflöste und seit 2001 wieder aktiv ist.

## Geschichte
Die Ursprünge der Band gehe bis zur Mitte der 1970er Jahre zurück, als Mitglieder noch in der Pub-Band Warbeck spielten. Hieraus entstand 1978 die Band Axe. Die Besetzung bestand aus dem Sänger und Gitarristen Keith Satchfield, dem Gitarristen Dave Irwin und dem Bassisten Dave Durey und wurde im April durch den Schlagzeuger Harry „Hiroshima“ Hill komplettiert. Im September hatte die Band ihre erste Single namens S.S. Giro aufgenommen. Unter diesem Namen folgten Auftritte im Norden Englands. Acht Monate nach der Gründung kam es zum kurzzeitigen Zerfall, ehe im Dezember 1979 mit John Wylie als neuen Bassisten ein Neuanfang unter dem Namen Fist gestartet wurde. Die Namensänderungen vollzog die Gruppe um nicht mit der gleichnamigen US-amerikanischen Band verwechselt zu werden.
Nach ihrem ersten Auftritt wurde Neat Records auf sie aufmerksam. Nach der Aufnahme eines Demos erschien 1980 bei dem Label die Single Name, Rank and Serial Number mit dem Lied You'll Never Get Me up in One of Those als B-Seite. Durch die guten Verkaufszahlen der Single wurde die Band für eine Session bei Capital Radio gebucht. Dadurch wurden Auftritte mit namhafteren Gruppen, wie etwa mit Samson in London, ermöglicht. Neat Records arrangierte währenddessen einen Vertrag mit MCA, worüber die Single wiederveröffentlicht wurde und Ende September 1980 das Debütalbum Turn the Hell On erschien. Hieraus wurden im selben Jahr über MCA die Singles Forever Amber und Collision Course ausgekoppelt. Die jeweiligen B-Seiten Brain Damage und Law of the Jungle sind nicht auf dem Album enthalten. Brain Damage ist 1980 auch auf dem MCA-Sampler Brute Force zu hören. Im Januar 1981 ging es zusammen mit UFO auf Tournee durch Großbritannien. Kurz darauf erschien der Neat-Records-Sampler Lead Weight, der das exklusive Lied Throwing in the Towel enthalten ist. Des Weiteren wurde das 1978er Axe-Lied S.S. Giro verwendet. Die Gruppe wurde bei diesem Lied unter dem alten Namen Axe aufgeführt, jedoch nahm Fist den Song für ihr zweites Album später nochmal neu auf. In den späteren Monaten kam die Aktivität weitestgehend zum Erliegen, was auch daran lag, dass das Label sich weigerte eine Tour durch Europa zu finanzieren. Der Gitarrist und Sänger Keith Satchfield und der Bassist John Wylie verließen die Besetzung und wurde durch den Sänger Glenn Coates (Hollow Ground), den Gitarristen John Roach (Mythra) und den Bassisten Norman „Pop“ Appleby ersetzt. Anfang 1982 nahm die Gruppe ihre Aktivität wieder auf, mit Neat Records, jedoch mittlerweile wieder ohne die Unterstützung von MCA. Nach Aufnahmen in den Impulse Studios erschien Anfang desselben Jahres das Debütalbum Back with a Vengeance. Es schlossen sich Auftritte an, unter anderem zusammen mit Y&T. Kurze Zeit später wurden die bereits bekannten Lieder Dog Soldier und Vamp sowie die neuen Songs Lucy und The Wanderer, ein Cover des Originals von Dion DiMucci, für die Friday Rock Show aufgenommen. Die Show wurde am 30. Juli 1982 ausgestrahlt. The Wanderer erschien zudem im selben Jahr als Single. In den folgenden Jahren war die Band nur noch wenig aktiv und kaum noch erfolgreich, woraufhin es Anfang 1985 zur Auflösung kam.
Im Jahr 2001 belebten Satchfield und Hill die Band mit Hilfe des Hollow-Ground-Gitarristen Martin Metcalfe und des Bassisten Big Al die Band weder. Es folgte eine Tour durch Großbritannien sowie eine EP, die neu abgemischte Versionen von The Vamp, Axeman, Terminus und Name, Rank and Serial Number enthält. 2002 wurde die Kompilation Back with a Vengeance: The Anthology veröffentlicht. Im Jahr 2005 erschien bei Demolition Records das Album The Storm. Danach kam der ehemalige Hollow-Ground-Bassist Brian Rickman zur Besetzung. Kurz darauf wurde die Band aufgrund der Instabilität der Besetzung wieder inaktiv. Erst 2013 fand sich eine neue Besetzung, die neben den bereits bekannten Hill, Irwin und Appleby aus dem neuen Sänger Glenn S. Howes, der zuvor bereits bei Blitzkrieg und Tygers of Pan Tang gewesen war, bestand. 2015 war die Band auf dem Keep It True zu sehen.

## Stil
Laut Malc Macmillian in The N.W.O.B.H.M. Encyclopedia hatte die Band durch die Namensänderung zwar ihre Originallieder beibehalten, jedoch habe man diese kürzer und schneller arrangiert. Die erste Single erinnere an die Upbeat- und mittel-schlüpfrigen Songs von More und Starfighters. In den frühen Liedern seien zudem Einflüsse von Deep Purple und Gillan heraus zu hören. Seit dem Hinzukommen von Coates, Roach und Appleby seien alle Mitglieder am Schreiben der Lieder beteiligt. Back with a Vengeance sei stärker am Heavy Metal orientiert als noch das Debütalbum und sei mit Werken von Diamond Head und Def Leppard vergleichbar. Laut Martin Popoff in seinem Buch The Collector’s Guide of Heavy Metal Volume 2: The Eighties wird auf dem Debütalbum schnörkelloser Hard Rock geboten, dem das Altern kaum geschadet habe. Das folgende Album vermische NWoBHM-Rock, Punk und Rockmusik der 1970er Jahre. Charakteristisch sei zudem der exzentrische Gesang. Er fühlte sich beim Hören an ein frühes Samson-Album erinnert, wobei man in den Songs Hooklines verwende. Eduardo Rivadavia von Allmusic schrieb, dass das zweite Album sauber produziert und melodisch und das erste eher roh gewesen sind. Die beiden Tonträger hätten kaum etwas miteinander zu tun.

## Diskografie
- 1980: Name, Rank and Serial Number (Single, Neat Records)
- 1980: Forever Amber (Single, MCA)
- 1980: Turn the Hell On (Album, MCA)
- 1980: Collision Course (Single, MCA)
- 1982: Back with a Vengeance (Album, Neat Records)
- 1982: The Wanderer (Single, Neat Records)
- 2002: Back with a Vengeance: The Anthology (Kompilation, Castle Communications Records)
- 2005: Storm (Album, Demolition Records)